# Los simuladores
Los simuladores es una serie de televisión argentina, creada y dirigida por Damian Szifron y protagonizada por Federico D'Elía, Alejandro Fiore, Diego Peretti y Martín Seefeld. Producida y emitida por Telefe, la serie estrenó su primera temporada durante 2002, y la segunda en 2003, finalizando durante los primeros días de 2004.
La trama gira en torno a la vida de cuatro socios que, mediante operativos de simulacro sofisticados, «resuelven los problemas de gente común». El programa obtuvo altísimos niveles de audiencia durante sus dos años al aire, y tuvo una excelsa recepción crítica, convirtiéndose en un programa de culto que hasta el día de hoy sigue transmitiéndose al aire, y que formó un gran culto de seguidores.
Este acompañamiento del público le valió a la serie la obtención del Premio Martín Fierro de Oro 2002, entregado por la Asociación de Periodistas de la Televisión y la Radiofonía Argentinas (APTRA). Debido al éxito, se realizaron cuatro remakes, en Chile, España, México y Rusia. Además, la serie se emitió por vía web en las plataformas de Netflix y YouTube, así como también en el portal de internet de Telefe. Ha sido considerada en ocasiones como «la mejor serie argentina de todos los tiempos».

## Trama
La serie está basada en un grupo de cuatro socios o colegas que se dedican al negocio de la simulación, operando desde el año 1989 y resolviendo los problemas y necesidades de sus clientes mediante lo que ellos denominan "operativos de simulacro", que suelen consistir en engañar a quienes generan los problemas de sus clientes, ya fueran jefes, criminales, esposas, viudas, comerciantes inescrupulosos, etcétera.
Realizan un proceso basado en el método científico, el descubrimiento del problema, planteamiento de hipótesis, conjeturas y refutaciones, investigaciones de las partes tanto del cliente como de la parte que da el problema, y siempre buscan su punto conflictivo. Utilizan tácticas y métodos propios del derecho, la psicología, el teatro, la sociología, entre otros.
La motivación de Los simuladores no es altruista; no pretenden cambiar el mundo sino dar un servicio útil a la gente. Normalmente cobran a sus clientes exactamente el doble del costo del operativo, por la logística y la mano de obra, cosa que Santos oportunamente informa al cliente, excepto en los casos en que el plan contempla el pago del operativo, y además comprometen a sus clientes a ayudarlos en futuros operativos de simulación (esto hace que personajes de capítulos anteriores vuelvan a aparecer en capítulos siguientes como actores secundarios en papeles de ayuda a Los Simuladores, dando así un sentido de continuidad a la serie). En el capítulo final de la serie, Santos define al equipo como un grupo de justicia paralela. Según el director de la serie, la filosofía del grupo es:

El postulado general sería que muchas veces «lo justo es ilegal y lo injusto es legal». Y los Simuladores están acá para ordenar un poquito eso. Ellos son invasivos, violan absolutamente cada una de las reglas que hay para violar, pero siempre el fin es noble. Son justos, pero políticamente muy incorrectos.
Damián Szifron

En la serie hay referencias a los libros de Sherlock Holmes (de Arthur Conan Doyle), a Los árboles mueren de pie (de Alejandro Casona), a Misión: Imposible, y a las películas Casablanca, El golpe y El Padrino. Su filosofía se puede encontrar en Parker Pyne investiga (de Agatha Christie).

## Elenco y personajes

### Protagonistas
- Federico D'Elía como Mario Santos:
Se encarga de la logística y planificación de los operativos. Es el líder del grupo y responsable de contactar y llevar adelante la negociación con los clientes. Le gusta beber té Earl Grey, y tras cada operativo satisfactorio fuma un habano, generalmente encendido por la persona engañada. Es un viudo de gustos refinados, culto, sumamente inteligente (tiene un CI de 160) y calculador, aunque a veces algo frío, de algo menos de 40 años. Es el hijo del escritor Marcos de Aguirre (autor del libro El mentiroso de la montaña), quien se había suicidado a causa de un estado de depresión grave, dejando a su familia en bancarrota y muy endeudada. En la serie, se deduce que el joven Francisco de Aguirre (su nombre de nacimiento) embaucó a cada uno de los acreedores para liberar a la familia de las deudas, lo cual lo lleva a descubrir su vocación. Odia el sistema consumista y el progreso empresarial. Tras la muerte de su madre y su esposa, se cambió el nombre al de Mario Santos, protagonista del libro escrito por su padre. En los operativos, Santos a menudo adopta el nombre de León Stofenmacher.
- Alejandro Fiore como Pablo Lamponne:
Se ocupa de la técnica y movilidad. Su labor en el grupo consiste en conseguir los materiales y elementos necesarios para realizar los operativos (vehículos, lugares, vestuario, disfraces, escenografía, etcétera). A veces desempeña pequeños roles. Tiene una actitud dura y frontal ante los demás y ese es el tipo de personalidad que quiere mostrar, pero en realidad es psicológicamente más débil de lo que sus compañeros creen. Aunque no lo demuestre, no se siente cómodo con la relación fría entre los cuatro y tiene una suerte de complejo de inferioridad con respecto al rol que desempeña en el grupo. Su actitud hermética y su marcada masculinidad suele contrastar con la sensibilidad de su compañero Gabriel Medina, a quien considera un hombre empalagoso y cursi. Tiene un brillante perro llamado Betún (interpretado por el perro actor Gaucho), que cada vez que aparece demuestra su inteligencia y lealtad. Otra de las cosas que contribuyen al frágil estado psicológico de Lamponne es el hecho de haber tenido una vida complicada: en su infancia fue el blanco de las burlas de sus compañeros de escuela y también combatió en la guerra de Malvinas (1982). Tiene una admiración e idolatría secreta por su socio Emilio Ravenna. Es el único integrante del grupo que no adopta un nombre específico, excepto en los últimos episodios de la segunda temporada, donde adopta seguido el nombre de Basilio Dos Reyes.
- Diego Peretti como Emilio Ravenna:
Se ocupa de la caracterización. Su papel en el grupo es realizar la mayoría de las caracterizaciones, o si no, interpretar al personaje clave del operativo. A diferencia del resto de sus compañeros, tiene una personalidad muy abierta y algo frívola, bastante despreocupada, y una vida sexual muy activa. Convive con varias mujeres en su casa (aun así le cuesta mantener fidelidad con ellas), tiene tendencias artísticas (sabe de la materia) y no es raro verlo experimentando distintas actividades recreativas. Medina y el detective Marcos Molero lo apodan "el camaleón".[9][10] Según contó el mismo Peretti en una entrevista, Ravenna es una persona "feliz y despreocupada, no tiene problemas y sabe hacer de todo". En los operativos suele desempeñar el rol de varios personajes, casi siempre bajo el nombre de Máximo Cozzetti.
- Martín Seefeld como Gabriel Medina:
Se ocupa de la investigación. Se encarga de obtener la información acerca de los clientes y demás involucrados en los operativos. Antes de entrar en los Simuladores fue periodista. Es sensible y amante de la poesía y los animales (excepto las serpientes). Cree en hacer el amor y no solo en tener sexo, por lo que no mantiene relaciones hasta enamorarse. Es el más sensible y honesto del grupo, aunque esconde sus preocupaciones y sentimientos bajo una imagen seria y fría, casi como Santos. Le gusta escuchar canciones de Disney, Cher, y la canción Puerto Pollensa (de Marilina Ross, conocida en la interpretación de Sandra Mihanovich). Estuvo casado, pero su esposa le pidió el divorcio, suceso que en su momento fue devastador para él. En varios operativos adopta el nombre de Jacques Dupont.

### Recurrentes
- Pasta Dioguardi como Martín Vanegas:
El dueño de un locutorio que tenía una deuda pendiente con un usurero, quien amenazaba con ejecutar a sus hijos si no le pagaba a tiempo, hasta que recibe la ayuda de los Simuladores en el episodio "Diagnóstico rectoscópico". Tras esto, Vanegas participa de varios operativos y luego forma parte de la llamada Brigada B, un grupo paralelo al que los Simuladores delegan los casos de menor complejidad. Es el integrante que más desconfianza inspira, debido a su timidez, algo que exaspera de sobremanera a Lamponne, quien llega a decirle que confía más en cualquier animal que en él. En la Brigada B desempeña el mismo papel que Medina: investigación.
- Juan Carlos Ricci como Arturo Gaona:
Un miembro de la Brigada B conocido como "El Asistente", que aparece desde el principio de la serie ayudando a los Simuladores. Es un hombre de pocas palabras del cual no se conoce casi nada de su pasado. En la Brigada B desempeña el mismo papel que Santos: logística y planificación.
- Jorge D'Elía como José Feller:
Un hombre al que los Simuladores ayudan en el episodio "Seguro de desempleo" para que la compañía láctea donde trabajaba lo volviera a tomar como empleado, tras haberlo despedido por tener edad para jubilarse. Tras esto, ayuda en varios operativos y luego forma parte de la Brigada B, donde desempeña el mismo papel que Ravenna en el equipo principal: caracterización.
- Fernando Sureda como Lucio Bonelli:
Un hombre al que, al inicio del episodio "El testigo español", los Simuladores ayudan a ganar una competencia de pesca donde se ponía en juego la suspensión de una deuda o su duplicación. Más tarde, ayuda a los Simuladores en otros operativos y forma parte de la Brigada B, desempeñando el mismo papel que Lamponne: técnica y movilidad.
- César Vianco como Franco Milazzo:
Un estafador que vivía de ilusionar a la gente humilde con ayudarles a ser estrellas de televisión, para luego quitarles el dinero y posteriormente irse. Solitario y egocéntrico, muy bien entrenado, es fanático de las películas de héroes de guerrilla y supervivencia, envidiando ese tipo de vida. En el episodio "El último héroe" de la primera temporada, los Simuladores le hacen creer que participará de un show de reality donde tendrá que sobrevivir un año entero en el Impenetrable (el bosque chaco-santiagueño), solamente para quedarse con gran parte de su dinero y borrarlo de la existencia urbana. En la segunda temporada, Milazzo se da cuenta de que todo fue una estafa y emprende su vuelta a Buenos Aires, para así encontrar a Santos, Ravenna, Lamponne y Medina con el objetivo de ejecutarlos. Tras contratar al detective privado Marcos Molero y realizar un identikit de los Simuladores con recortes de revistas de otras personas, en el final de la serie logra encontrarlos. Sin embargo, el grupo vuelve a engañarlo, haciéndole creer que todo fue un entrenamiento para una misión mayor: asesinar a Osama Bin Laden, por lo que es enviado a medio Oriente.
- Alejandro Awada como Marcos Molero:
Un detective privado contratado por Milazzo en la segunda temporada para averiguar todo sobre los Simuladores y encontrarlos. A medida que consigue datos sobre ellos, se va interesando y excitando cada vez más. Es bastante irritante para Milazzo, pues no tiene reparo de reírsele en la cara por haber sido engañado, y se la pasa con una expresión de alegría irónica en su rostro, como si estuviese tratándolo como a un idiota. Molero desconoce que el objetivo de su cliente es asesinar a los Simuladores, ya que cree que los busca solo para que le devuelvan el dinero. Cuando se entera, se niega a recibir la paga de Milazzo y decide acusarlo con la policía. Este le dispara creyendo que lo mató, pero en el episodio final, se devela que no fue así ya que tenía un chaleco antibalas. Anteriormente, Molero tenía una vida muy depresiva ya que su mujer lo había abandonado creyéndolo un perdedor. Estaba al borde del suicidio, hasta que apareció Milazzo. La investigación de Molero hacia los Simuladores se volvió un motivo para vivir y una fuente de inspiración. Molero logra hallar el diario escrito por el padre de Santos y en el episodio final se lo entrega. Al final, se revela que los Simuladores delegan en él la responsabilidad de reemplazarlos en su ausencia.

Varios actores que interpretan a clientes que después vuelven a aparecer, ya sea colaborando en algunos operativos o como puente entre otro cliente y los Simuladores, son Claudio Rissi como Bernardo Galván, Humberto Serrano como el Dr. Juan Dumas, Miguel Dedovich como Miguens, Martín Coria como Roberto Ávalos, Chang Sung Kim como Tamazaki, Boy Olmi como el Dr. José Zarazola, Daniel Valenzuela como Hugo Maresca, y Divino Vivas como Antonio Scotti. Otros colaboradores frecuentes incluyen a Patrick Aduma como Douglas Jones y Beatriz Thibaudin como la madre de Ravenna.

## Episodios
| Temporada | Temporada | Episodios | Episodios | Emisión original    | Emisión original    |
| Temporada | Temporada | Episodios | Episodios | Primera emisión     | Última emisión      |
| --------- | --------- | --------- | --------- | ------------------- | ------------------- |
|           | 1         | 13        | 13        | 21 de marzo de 2002 | 19 de junio de 2002 |
|           | 2         | 11        | 11        | 26 de mayo de 2003  | 5 de enero de 2004  |

## Versiones
- En Chile la red televisiva Canal 13 compró los derechos del programa Los simuladores al canal argentino Telefe para transmitir su propia versión, también titulada Los simuladores, la cual tuvo 2 temporadas; la primera temporada fue emitida en 2005 y la segunda fue emitida en 2010. Como protagonistas tuvo a Bastián Bodenhöfer, Benjamín Vicuña, Daniel Alcaíno y Ramón Llao.
- En España se realizó un remake de la serie argentina titulada igual que la serie argentina, Los simuladores, la cual fue emitida por el canal Cuatro entre 2006 y 2007 en dos temporadas. Tuvo como protagonistas a: Antonio Garrido, Cesar Vea, Federico D'Elía y Bruno Lastra.
- En México la cadena Televisa creó una adaptación de la serie argentina titulada igual que la serie original, Los simuladores, la cual tuvo 2 temporadas. Los protagonistas de esta serie mexicana fueron: Tony Dalton, Alejandro Calva, Arath de la Torre y Rubén Zamora.
- En Rusia se hizo una adaptación titulada Reyes del juego (Короли игры en ruso), cuyos protagonistas fueron: Dmitri Shevchenko (Дмитрий Шевченко), Aleksandr Samoylenko (Александр Самойленко), Oskar Kuchera (Оскар Кучера) y Aleksei Zavyalov (Алексей Завьялов).

## Emisión internacional
- Telefe Internacional
- Galavisión
- AXN
- Televisión Canaria
- Netflix

## Premios y nominaciones

### Premios Martín Fierro
| Año  | Categoría                                     | Receptor                                                      | Resultado |
| ---- | --------------------------------------------- | ------------------------------------------------------------- | --------- |
| 2002 | Martín Fierro de Oro                          | Martín Fierro de Oro                                          | Ganadora  |
| 2002 | Mejor unitario y/o miniserie                  | Mejor unitario y/o miniserie                                  | Ganadora  |
| 2002 | Mejor director                                | Damian Szifron                                                | Nominado  |
| 2002 | Mejor autor/libretista                        | Damian Szifron Patricio Vega Gustavo Malajovich Diego Peretti | Ganadores |
| 2002 | Mejor actor - unitario y/o miniserie          | Federico D'Elía                                               | Nominado  |
| 2002 | Mejor actor - unitario y/o miniserie          | Diego Peretti                                                 | Nominado  |
| 2002 | Participación especial en ficción - masculina | Gabriel Goity                                                 | Ganador   |
| 2002 | Participación especial en ficción - masculina | Osvaldo Santoro                                               | Nominado  |
| 2002 | Mejor producción integral                     | Mejor producción integral                                     | Nominada  |
| 2003 | Mejor unitario y/o miniserie                  | Mejor unitario y/o miniserie                                  | Ganadora  |
| 2003 | Mejor director                                | Damian Szifron                                                | Nominado  |
| 2003 | Mejor autor/libretista                        | Damian Szifron                                                | Nominado  |
| 2003 | Mejor actor - unitario y/o miniserie          | Diego Peretti                                                 | Nominado  |
| 2003 | Participación especial en ficción - masculina | Luis Luque                                                    | Ganador   |
| 2003 | Participación especial en ficción - femenina  | Rita Terranova                                                | Nominada  |
| 2003 | Participación especial en ficción - femenina  | Mónica Villa                                                  | Nominada  |
| 2003 | Mejor producción integral                     | Mejor producción integral                                     | Ganadora  |

## Película
En marzo de 2022, se anunció una adaptación al cine de Los simuladores, prevista para ser estrenada en 2024 en salas y en el servicio de streaming Paramount+, con D'Elía, Fiore, Peretti y Seefeld regresando a sus papeles y Szifron encargado de escribir y dirigir el proyecto. En noviembre de 2023, D'Elía anunció que el estreno se retrasaba para el primer semestre de 2025.
Luego de otras múltiples demoras en el inicio del rodaje, en agosto de 2024, Peretti dijo que el guion ya estaba finalizado y que el director y los cuatro protagonistas estaban dispuestos a hacerla, pero que el estreno se pospuso para 2026 por los problemas de presupuesto del Instituto Nacional de Cine y Artes Audiovisuales (INCAA), la crisis de sobreabundancia de las plataformas audiovisuales (entre ellas Paramount+), y la sensibilidad política y cultural que atraviesa al país. Días más tarde, Szifron comentó que el factor principal de demora no era la crisis del INCAA sino la crisis de Paramount por la proliferación de plataformas y la fusión o cierre forzoso al que muchas se ven sometidas, lo cual repercute en el presupuesto y financiación de proyectos.
Lo cierto es que Paramount Global, compañía matriz de Paramount Pictures y Paramount+, se encuentra en una crisis grave que ha llevado a la compañía al cierre de su división productiva para televisión y a negociaciones para una fusión de Paramount+ con otro servicio de streaming, Max.